# Blandford Forum
Blandford Forum es un pueblo comercial histórico en el condado de Dorset (Inglaterra). Emplazado sobre el río Stour, se sitúa en la zona suroriental del distrito de North Dorset, cuyo district council se ubica justamente en esta localidad. Según el censo de 2001, cuenta con una población de 8.745 habitantes. Aparece mencionado en el ficticio Wessex de Thomas Hardy bajo el nombre de Shottesford Forum.
Se halla ubicado entre Cranborne Chase y las Dorset Downs, en el extremo sureste de Blackmore Vale, 25 km al noroeste de Poole y 34 km al suroeste de Salisbury. El pueblo se encuentra en las cercanías de la intersección de las rutas A350 y A354. Se comunica con Wimborne Minster a través de la ruta B3082.
Cada año, en la primera semana de mayo, la Feria Georgiana llevada a cabo en el centro de Blandford atrae a miles de personas. El evento combina celebraciones georgianas con presentaciones culturales, puestos comerciales y una feria de diversiones.

## Historia
Debido a ser un vado en el río Stour, Blandford ya era un punto de importancia en los tiempos anglosajones, cuando fue registrado como Blaen-y-ford y Blaneford en el Domesday Book, lo cual significa “vado del río de los gobios”. Para el siglo XIII, se había convertido en una importante localidad comercial, con un mercado ganadero que abastecía las numerosas granjas del cercano Blackmore Vale. La palabra latina Forum, que quiere decir “mercado”, fue registrada en 1540. Blandford constituía un punto significativo en la ruta entre Weymouth y Londres.
En 1731, gran parte del pueblo se destruyó en un incendio. John y William Bastard lo reconstruyeron en las siguientes décadas, convirtiendo al centro en un excelente ejemplo de la arquitectura georgiana de los años 1730, '40, '50 y '60.

## Arquitectura

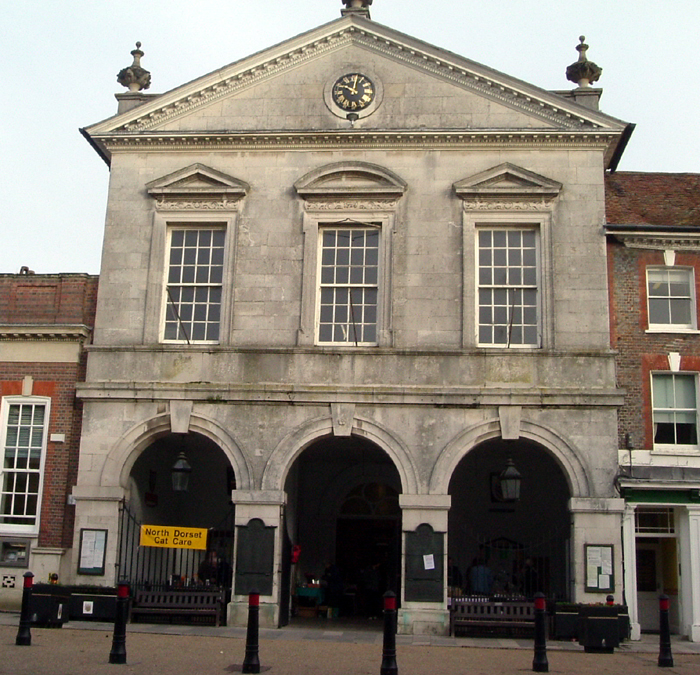
The Corn Exchange, edificio de la cámara municipal.

Blandford Forum es mencionada a menudo como un buen ejemplo de localidad georgiana: debido a que el centro fue enteramente destruido en el incendio pudo ser reconstruido en un estilo uniformemente georgiano. Las fachadas de las construcciones se encuentran bien conservadas y los edificios destacables incluyen The Corn Exchange y la parroquia de San Pedro y San Pablo, una iglesia clásica erigida en 1732 con una cúpula. En el sur, un puente de piedra de seis arcos comunica ambas orillas del río Stour.

### Fotografías
- (en inglés) Images of Dorset: Blandford
- (en inglés) Photographs of Blandford Forum by a local photographer (Includes images of monuments to the Bastard Brothers)

- Datos: Q644530
- Multimedia: Blandford Forum / Q644530